# Бочни мишић
Бочни мишић 

## Галерија
- Position of iliacus muscle (shown in red.) Animation.
- Right hip bone. Internal surface. (Iliac fossa visible at upper left.)